# Juršići
 Juršići   (olaszul: Roveria) falu Horvátországban, Isztria megyében. Közigazgatásilag Svetvinčenathoz tartozik.

## Fekvése
Az Isztria délkeleti részén, Pólától 20 km-re északra, községközpontjától 9 km-re délre a Vodnjan-Svetvinčenat út mellett fekszik.

## Története
A település akkor keletkezett amikor a 16. század végén és a 17. század elején a velenceiek Dalmáciából a török elől menekülő horvátokat telepítettek itt le. Az itt élők életminőségének felemelkedésében nagy szerepe volt a falu káplánjának Josip Velikanjénak, aki 1876-ban horvát iskolát alapított a településen, mely később alapiskola lett és egészen máig alapiskolaként működik. Az iskolában 1925 és 1943 között külön olasz nyelvű oktatás zajlott. Az új iskolaépület 1933-ban nyílt meg. A falu káplánja 1950-ig a vodnjani plébániához tartozott. Templomát 1874-ben építették, ennek felépítéséig a hívek a vodnjani út mellett álló 16. századi Szent Kvirin templomba jártak. A falunak 1857-ben 529, 1910-ben 408 lakosa volt. Az első világháború után Olaszországhoz került. Az Isztria az 1943-as olasz kapituláció után szabadult meg az olasz uralomtól. A második világháború után Jugoszlávia, majd Jugoszlávia felbomlása után 1991-ben a független Horvátország része lett. 2011-ben a falunak 180 lakosa volt. Lakói mezőgazdasággal és állattartással foglalkoznak.

## Nevezetességei
Assisi Szent Ferenc tiszteletére szentelt plébániatemploma 1874-ben épült és építéséhez maga I. Ferenc József császár is hozzájárult. Erről a templom bejárata feletti felirat emlékezik meg. Harangtornya 18 méter magas, két harangja van.

## Lakosság
| Lakosság változása | Lakosság változása | Lakosság változása | Lakosság változása | Lakosság változása | Lakosság változása | Lakosság változása | Lakosság változása | Lakosság változása | Lakosság változása | Lakosság változása | Lakosság változása | Lakosság változása | Lakosság változása | Lakosság változása | Lakosság változása |
| ------------------ | ------------------ | ------------------ | ------------------ | ------------------ | ------------------ | ------------------ | ------------------ | ------------------ | ------------------ | ------------------ | ------------------ | ------------------ | ------------------ | ------------------ | ------------------ |
| 1857               | 1869               | 1880               | 1890               | 1900               | 1910               | 1921               | 1931               | 1948               | 1953               | 1961               | 1971               | 1981               | 1991               | 2001               | 2011               |
| 529                | 651                | 274                | 250                | 340                | 408                | 986                | 1253               | 290                | 276                | 269                | 216                | 174                | 181                | 190                | 180                |